# Светислав Стефановић Буца
Светислав Стефановић Буца (Аранђеловац, 10. јануар 1871 – Нови Сад, 13. децембар 1917) био је српски глумац и дугогодишњи члан Српског народног позоришта у Новом Саду.

## Биографија
Светислав Стефановић рођен је у Аранђеловцу 10. јануар 1871. године. Основну школу завршио је у родном месту, а гимназију је похађао у Београду. Међутим, школовање је прекинуто избијањем Српско-бугарског рата 1885. године, у којем је и сам учествовао. Своје прве глумачке кораке начинио је наступима у путујућем позоришту Лазе Поповића, 1887. године. Током ове фазе своје каријере, путовао је кроз Војводину, Србију, Босну, Херцеговину и Далмацију, настојећи да усаврши свој глумачки рад.
Године 1889. постао је члан Српског народног позоришта у Новом Саду, у којем је остао до избијања Првог светског рата, са неколико прекида. Током ових прекида, у периоду од 1897. до 1899. године, као и 1912. године, учествовао је у Балканским ратовима. Током своје глумачке каријере, Стефановић је остварио више од 2000 улога у више од 500 представа. Истицао се у мањим и епизодним улогама које је тумачио са великим успехом и у зрелим годинама. Познат по својој угледној појави, Стефановић је тумачио ликове владара, велможа и народних представника. Међутим, његова највећа снага била је у тумачењу карактерно-комичних улога, које је изводио са живим и разноврсним наступима, богате детаљима и реалистичким приступом. Његова најупечатљивија тумачења била су у српском и војвођанском миљеу, који су му били познати, и где је успео да изгради своје глумачко уметничко име. Многе од ових улога преузео је од старијег глумца Пере Добриновића, који је прешао у Народно позориште у Београду.
Због свог талента и посебне глумачке технике, Стефановић је постао љубимац публике, али му је критика понекад замерала што је у неким улогама прелазио границе карикирања, како би повећао популарност код гледалаца. Године 1914. обележио је двадесетпетогодишњицу свог глумачког рада, а тим поводом је одликован Орденом Светог Саве V реда.
Стефановић је преминуо 13. децембра 1917. године у Новом Саду, и сахрањен је на Алмашком гробљу. Његов надгробни споменик један је од тридесет надгробних споменика са гробним местима истакнутих политичких, културних и јавних радника који су заштићени као споменици културе у Србији.